# Baikal-Museum

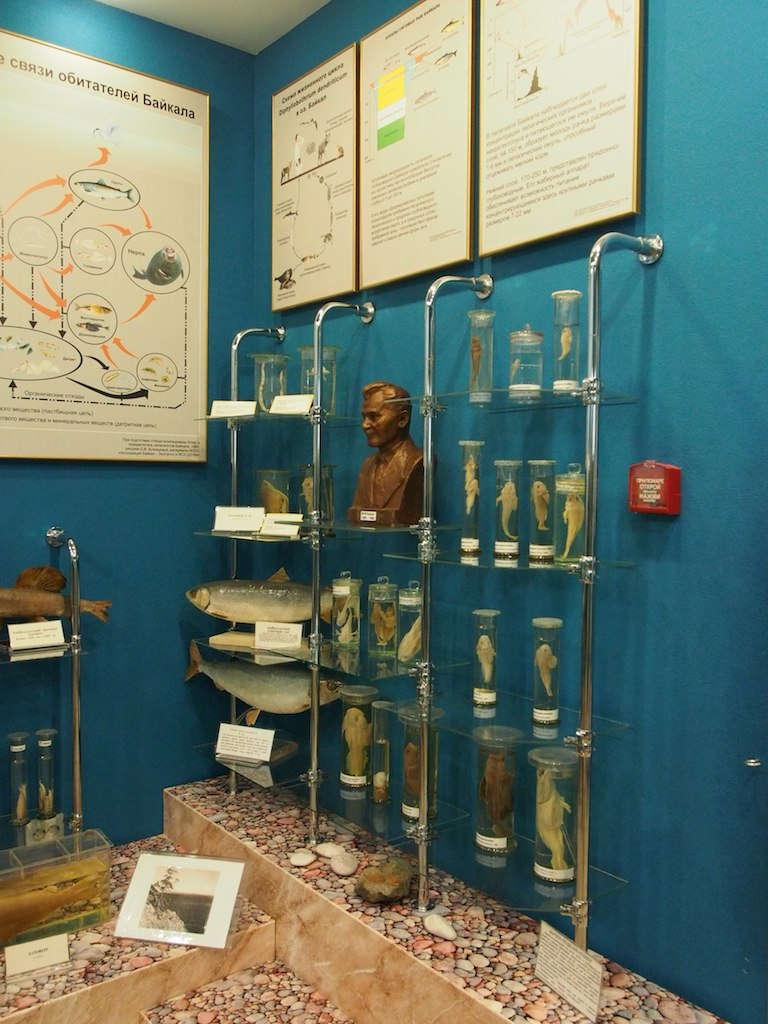
Ausstellungsraum (2013)

Das Baikal-Museum (vollständiger Name Baikal-Museum beim Irkutsker Wissenschaftszentrum der sibirischen Abteilung der Russischen Akademie der Wissenschaften, russisch Байкальский Музей Иркутского научного центра Сибирского отделения Российской академии наук) ist ein russisches, öffentliches und nichtkommerzielles Naturkundemuseum, das sich etwa 70 Kilometer südöstlich von Irkutsk in Listwjanka befindet. Es beleuchtet den Baikalsee mit seiner Flora und Fauna aus allen wissenschaftlichen Blickwinkeln und ist eines von weltweit drei Museen, die sich ausschließlich einem See widmen. Eine Attraktion ist ein Mini-U-Boot, mit dem eine Tauchfahrt in die Tiefen des Sees simuliert wird. Ein neben dem Gebäude angelegtes Arboretum zeigt etwa 400 Pflanzenarten, von denen einige selten oder gefährdet sind. Vor dem Museum steht ein Denkmal des Dramaturgen und Schriftstellers Alexander Wampilow.

## Geschichte
Die erste Ausstellung, die den Anfängen des Lebens und Studien des Baikalsees gewidmet war, wurde 1925 gleichzeitig mit der Organisation der Baikal-Expedition der Russischen Akademie der Wissenschaft entwickelt. Ab 1928 wurde sie in der limnologischen Station der Akademie der Wissenschaften der UdSSR erweitert und verbessert. 1961, nach der Gründung des limnologischen Institutes der Akademie der Wissenschaften der UdSSR, zeigte die Ausstellung während wissenschaftlicher Expeditionen gesammelte Exponate wie Baikailfische, präparierte Vögel und Tiere, Sediment- und Mineralienproben des Baikals und verschiedene Artefakte. 1993 wurde das Museum zur eigenständigen Struktur innerhalb der sibirischen Abteilung der Russischen Akademie der Wissenschaften. Grundlage des Museums wurde die museale Exposition des limnologischen Instituts der sibirischen Abteilung der Russischen Akademie der Wissenschaften. 2001 begann der Umbau des Museums. Im Juni 2004 wurde die Ausstellung Aquariumkomplex eröffnet. Elf limnologische Aquarien zeigen, annähernd natürlich, die Unterwasserwelt des Baikal. Die Wassertemperatur wird durch Pumpen, die die Flüssigkeit viermal pro Tag aus einer Tiefe von 500 m fördern, konstant bei 4 Grad gehalten. Zwei Baikalrobben leben in zwei miteinander verbundenen Räumen mit Eisschollen. 2006 öffnete die Ausstellung Virtueller Tauchgang auf den Grund des Baikalsees. In einem U-Bootmodell für 22 Besucher wird auf neun Monitoren, mit  Videomaterial von zwei Expeditionen, ein Tauchgang von der Seeoberfläche bis zur maximalen Tiefe von 1637 m simuliert. 2008 wurden das Arboretum und das ökologische Bildungszentrum eröffnet. 2010 wurde das Gemeinschaftszentrum der Öffentlichkeit zur Verfügung gestellt. 40 Aquarien, die ebenfalls mit Baikal-Wasser versorgt werden, dienen der Erforschung der Lebenszyklen und Ausarbeitung methodischer Grundlagen zur Kultivierung endemischer Baikal-Organismen unter möglichst natürlichen Bedingungen. Das Arboretum bot die Möglichkeit, seltene und gefährdete Pflanzenarten der Baikalregion zu erforschen.
Seit Bestehen des Museums wurde die Mitarbeiterzahl von 12 (1993) auf 59 (2013) erhöht. Darunter befinden sich zehn wissenschaftliche Angestellte, zwei Doktoren und acht Kandidaten der Wissenschaften. Seit 2010 gab die Einrichtung 224 wissenschaftliche Publikationen heraus. Von 2008 bis 2013 organisierte das Museum fünf nationale und internationale Konferenzen. Die Anzahl der Besucher wuchs von 30.000 (1993) auf 100.000 (2012). 2017 wurden 160.000 Besucher gezählt. In den kommenden Jahren sind umfangreiche Erweiterungen des Museums geplant.

### Ausstellungen

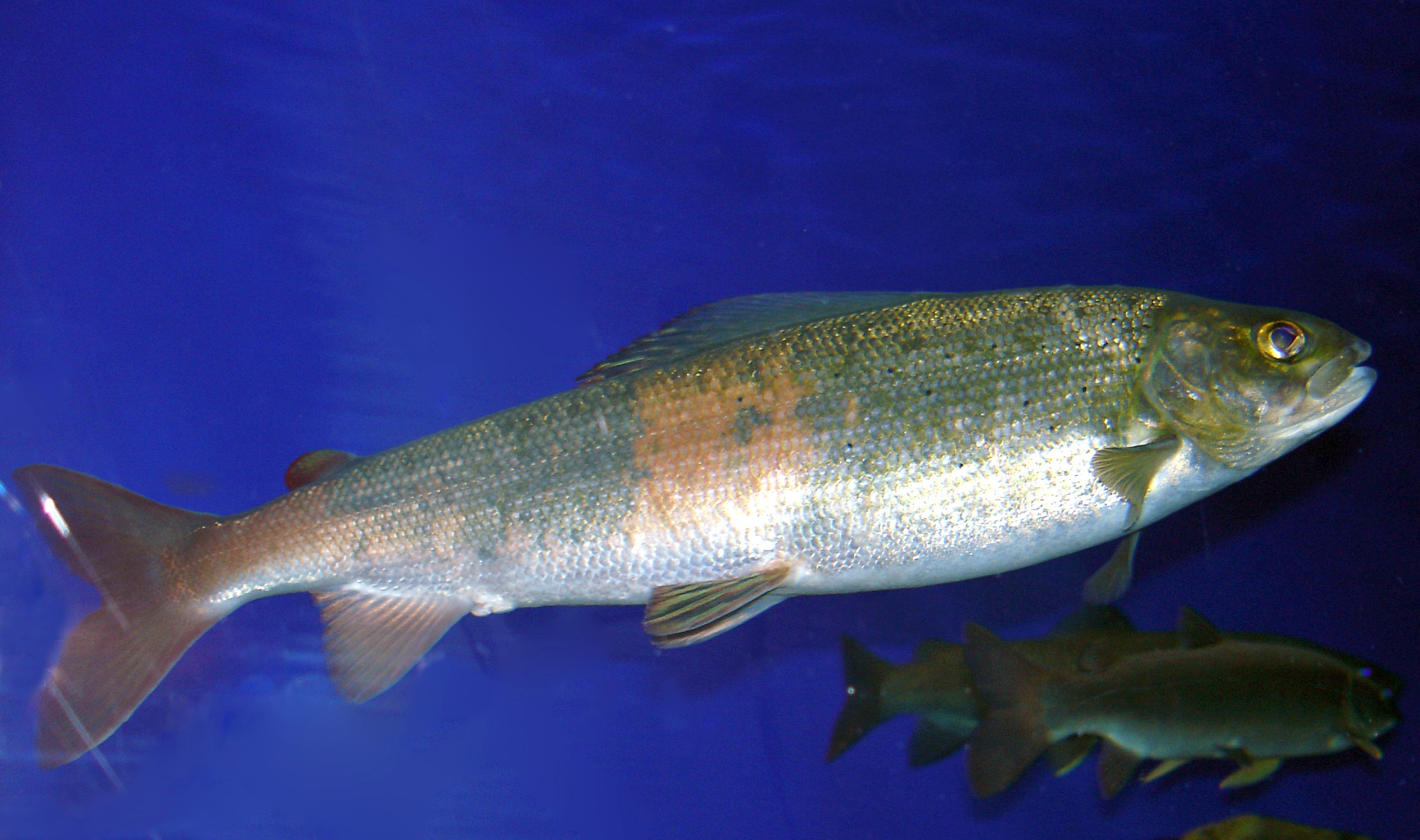
Omul in einem Aquarium

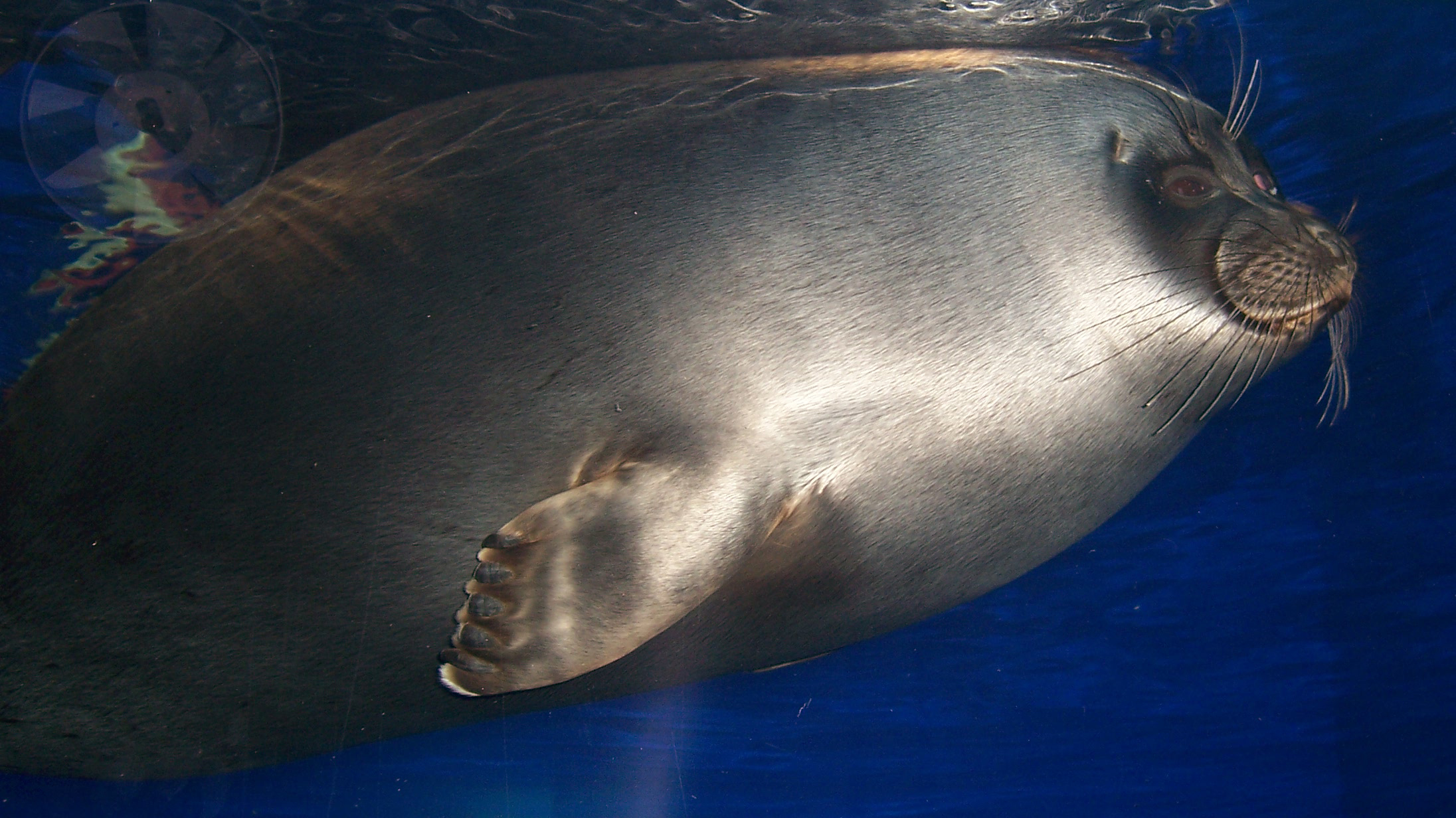
Nerpa im Museum

Folgende Ausstellung werden gezeigt (Stand 2017):
- Geschichte der Entwicklung der Erde
- Entstehung des Baikalsees
- Flora und Fauna des Baikalsees
- Umwelt des Baikalsees
- Besonders schützenswerte Naturterritorien
- Geschichte der Erforschung des Baikalsees
- Virtueller Tauchgang auf den Grund des Baikalsees
- Aquarien
- Unterwasserforschung
- Arboretum
- Lebenswelt des Baikalsees unter dem Mikroskop
- Nerpa Online